# Amores cruzados
Amores cruzados é uma telenovela colombo-mexicana exibida pela Azteca e pela Caracol Televisión, com produção de Feliciano Torres em 2006. Foi protagonizada por Michel Gurfi e David Zepeda com antagonização de Ana Lucía Domínguez.

## Elenco
- Michel Gurfi.... Alejandro
- David Zepeda.... Diego
- Ana Lucía Domínguez.... María
- Patricia Vásquez.... Elisa
- Claudia Álvarez.... Sofía
- Andrea López.... Déborah Smith
- Lina Angarita.... Ruth
- Julián Arango.... Santiago
- Rodolfo Arias.... Antonio
- Johana Bahamón.... Julieta
- Antonio Bejarano.... Eugenia
- Patricia Bernal.... Fabiola
- Óscar Borda.... Ismael
- Juan Sebastián Caicedo.... Ramón
- Fernando Ciangherotti.... Federico
- Dora Cordero.... Magdalena
- Christian Correa.... Álvaro
- Socorro de la Campa.... Lupe
- Evangelina Elizondo.... Sara
- Luis Miguel Lombana.... Pedro
- José Luis Penagos.... José
- Cecilia Piñeiro.... Laura
- Laura Sotelo.... Carmen
- Georgina Tábora.... Gertrudis
- Alberto Valdiri.... Jorge
- Janete Bejarano.... Eugenia
- Mateo Rueda....Raúl